# Xã Kirkland, Quận Adams, Indiana
Xã Kirkland (tiếng Anh: Kirkland Township) là một xã thuộc quận Adams, tiểu bang Indiana, Hoa Kỳ. Năm 2010, dân số của xã này là 929 người.